# ترمبیتسه بالا
ترمبیتسه بالا (به لاتین: Trębice Górne) یک روستا در لهستان است که در Gmina Paprotnia واقع شده‌است.